# Winfried Krisch

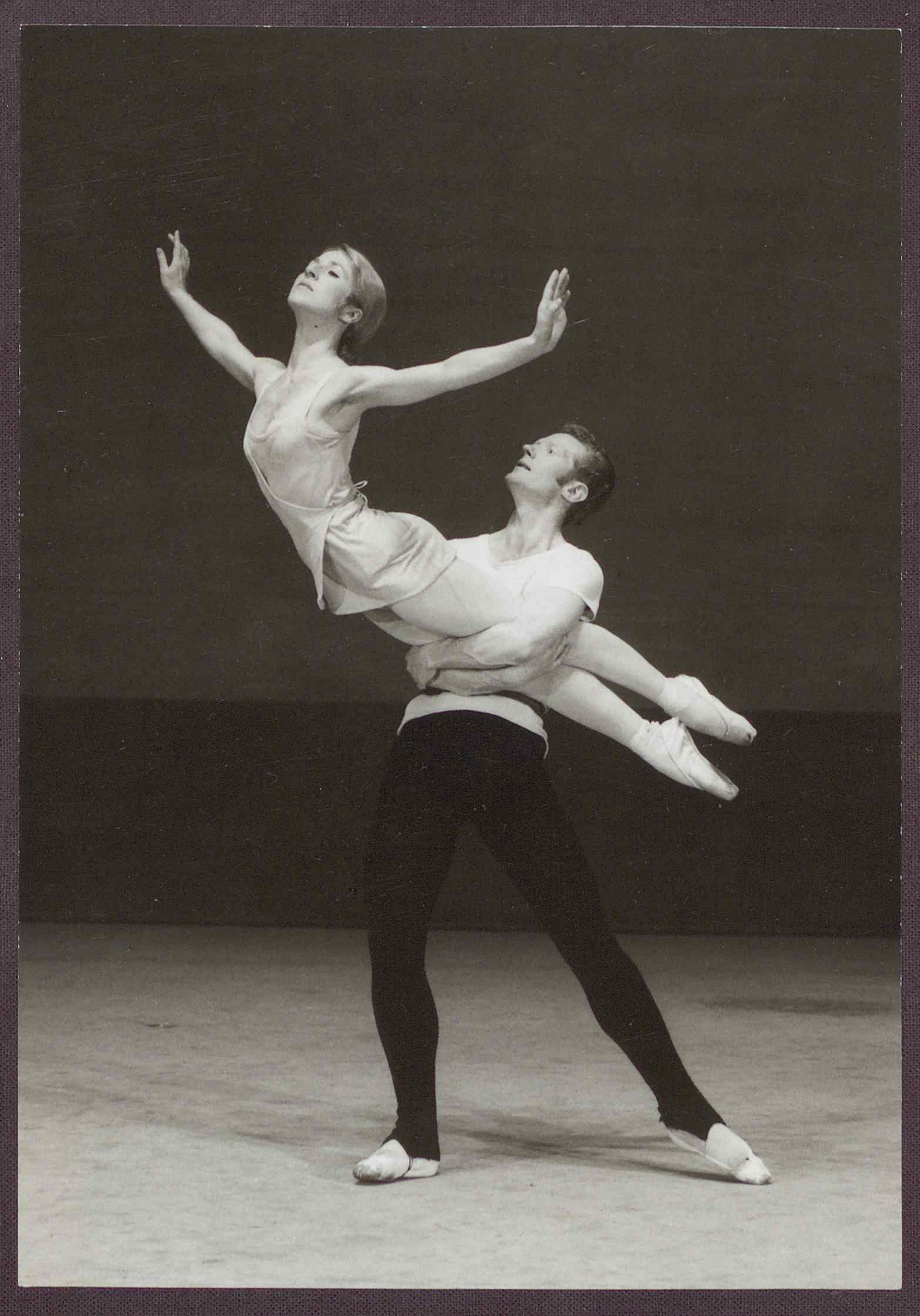
Winfried Krisch mit Petra Troitzsch am Badischen Staatstheater Karlsruhe (1968/69)

Winfried Krisch (* 8. August 1936 in Hamburg; † 27. Februar 1995 in München) war ein deutscher Tänzer.
Krisch war ab 1963 Solotänzer der Bayerischen Staatsoper. Insbesondere mit seiner Partnerin Konstanze Vernon feierte er dort große Erfolge.
Im September 1972 gründete er eine erste Ballettschule in Taufkirchen und im September 1981 eine zweite im Münchner Stadtteil Großhadern. Nach seinem Tod im Februar 1995 wurde die Schule von Annemarie Drekmeier weitergeführt.
Krisch wurde im Münchner Waldfriedhof, Neuer Teil, beigesetzt.

## Auszeichnungen
- 1959: Förderpreis des Landes Nordrhein-Westfalen für junge Künstlerinnen und Künstler